# Геометрична ізомерія
Ге́ометри́чна і́зомері́я (англ. geometric(al) isomerism) —
- Тип діастереоізомерії, що полягає в різному просторовому спрямуванні зв'язків у молекулах, зокрема біля кратних зв'язків або малих циклів, навколо яких неможливе вільне обертання, і веде до виникнення цис- і транс-ізомерів.
- Для комплексних сполук цис-, транс-ізомерія полягає в розташуванні поруч чи навпроти двох однакових лігандів біля центрального йона (в плоских квадратичних і октаедричних комплексах).

Геометричні ізомери — ізомери з однаковою молекулярною формулою та послідовністю зв'язків, але з різним за геометрією розташуванням окремих функціональних груп чи частин молекули. Зокрема ізомери, які мають різні конфігурації при подвійному зв'язку, пр., (Е)- і (Z)-1,2-дихлоретен.
Термін за IUPAC виходить з ужитку, а рекомендується цис-транс ізомерія.